# Оуквілл (Міссурі)

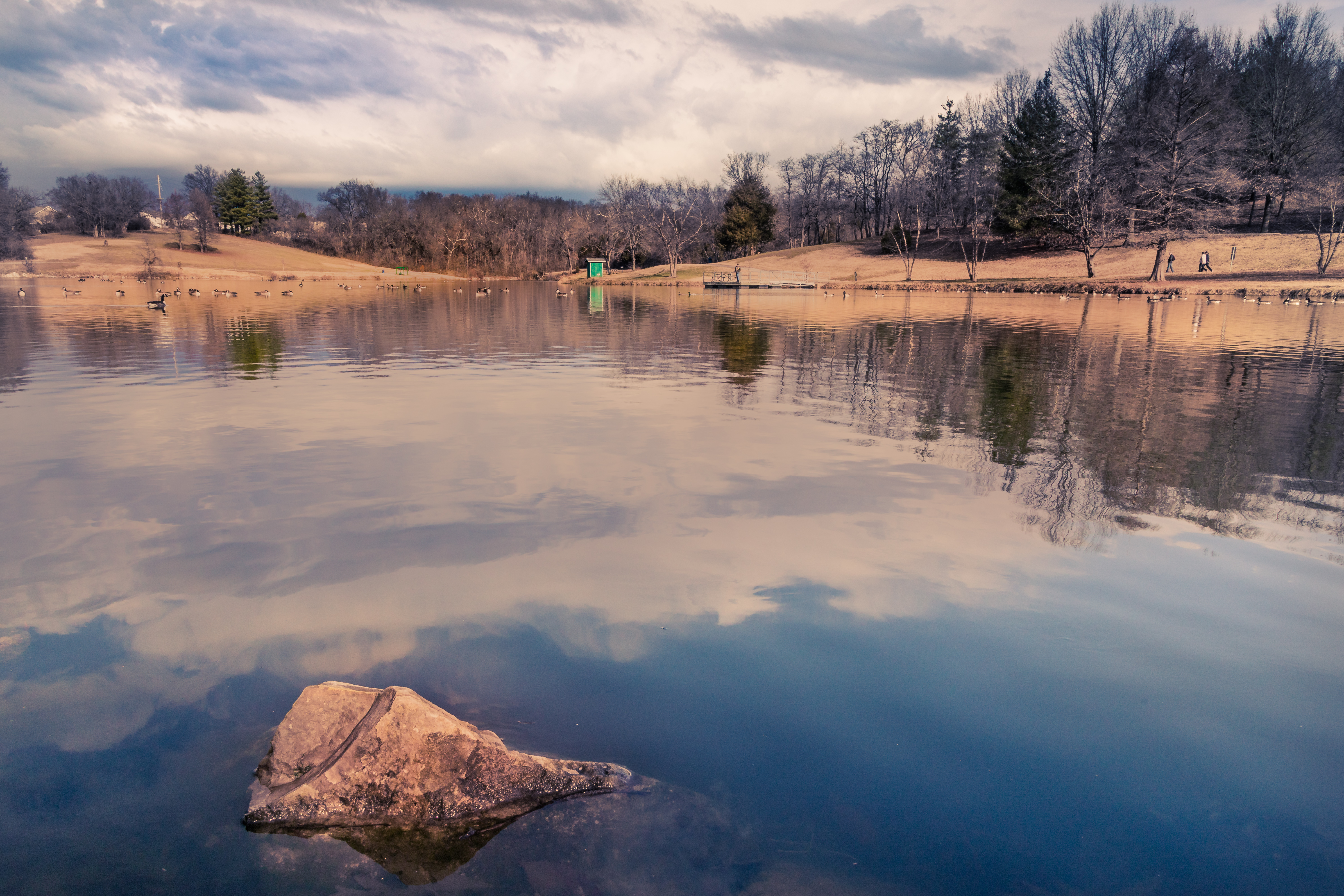

Оуквілл (англ. Oakville) — переписна місцевість (CDP) в США, в окрузі Сент-Луїс штату Міссурі. Населення — 36 301 особа (2020).

## Географія
Оуквілл розташований за координатами 38°26′59″ пн. ш. 90°19′6″ зх. д. / 38.44972° пн. ш. 90.31833° зх. д. (38.449756, -90.318436).  За даними Бюро перепису населення США в 2010 році переписна місцевість мала площу 45,90 км², з яких 41,25 км² — суходіл та 4,65 км² — водойми.

## Демографія
Згідно з переписом 2010 року, у переписній місцевості мешкали 36 143 особи в 13 788 домогосподарствах у складі 10 511 родини. Густота населення становила 787 осіб/км².  Було 14314 помешкання (312/км²).
Расовий склад населення:
| - 96,0 % — білих - 1,8 % — азіатів - 0,8 % — чорних або афроамериканців - 0,1 % — корінних американців |

До двох чи більше рас належало 1,0 %. Частка іспаномовних становила 1,4 % від усіх жителів.
За віковим діапазоном населення розподілялося таким чином: 22,8 % — особи молодші 18 років, 62,9 % — особи у віці 18—64 років, 14,3 % — особи у віці 65 років та старші. Медіана віку мешканця становила 43,7 року. На 100 осіб жіночої статі у переписній місцевості припадало 95,9 чоловіків;  на 100 жінок у віці від 18 років та старших — 93,0 чоловіків також старших 18 років.
Середній дохід на одне домашнє господарство  становив 94 499 доларів США (медіана — 79 054), а середній дохід на одну сім'ю — 106 595 доларів (медіана — 91 099). Медіана доходів становила 61 831 долар для чоловіків та 44 517 доларів для жінок. За межею бідності перебувало 4,4 % осіб, у тому числі 6,0 % дітей у віці до 18 років та 3,7 % осіб у віці 65 років та старших.
Цивільне працевлаштоване населення становило 19 481 осіб. Основні галузі зайнятості: освіта, охорона здоров'я та соціальна допомога — 21,9 %, роздрібна торгівля — 12,0 %, науковці, спеціалісти, менеджери — 10,3 %, виробництво — 10,2 %.